# Obdarowani
Obdarowani (ang. Gifted) – amerykański film dramatyczny z 2017 roku w reżyserii Marca Webba, wyprodukowany przez wytwórnię Fox Searchlight Pictures. Główne role w filmie zagrali Chris Evans, Mckenna Grace, Lindsay Duncan, Jenny Slate i Octavia Spencer.
Premiera filmu odbyła się 7 kwietnia 2017 w Stanach Zjednoczonych. W Polsce premiera filmu odbyła się 18 sierpnia 2017.

## Fabuła
Frank Adler (Chris Evans) mieszka na Florydzie i zarabia, reperując łodzie. Mężczyzna samotnie wychowuje siedmioletnią Mary – córkę swojej tragicznie zmarłej siostry. Kilkuletnia dziewczynka ma niezwykłe zdolności matematyczne i do tej pory uczyła się w domu pod okiem wuja. Frank nie chce jednak, aby Mary wyrosła na odludka, więc posyła ją do pobliskiej szkoły podstawowej. Siedmiolatka wcale się z tego nie cieszy: to, czego jej koledzy dopiero się uczą, od dawna ma w małym palcu. Z decyzji Adlera jeszcze mniej zadowolona jest jego matka Evelyn (Lindsay Duncan), która uważa, że dziewczynka powinna chodzić do szkoły dla wybitnie uzdolnionych. Kiedy Evelyn postanawia walczyć w sądzie o prawa do opieki nad wnuczką, po stronie Franka stają jego przyjaciółka Roberta Taylor (Octavia Spencer) i nauczycielka Mary, Bonnie Stevenson (Jenny Slate).

## Obsada
- Chris Evans jako Frank Adler
- Mckenna Grace jako Mary Adler
- Lindsay Duncan jako Evelyn Adler
- Jenny Slate jako Bonnie Stevenson
- Octavia Spencer jako Roberta Taylor
- Glenn Plummer jako Greg Cullen
- John Finn jako Aubrey Highsmith
- Elizabeth Marvel jako Gloria Davis
- Jona Xiao jako Lijuan
- Julie Ann Emery jako Pat Golding
- Keir O’Donnell jako Bradley Pollard

## Produkcja
Zdjęcia do filmu kręcono w Savannah, na Tybee Island, na Wilmington Island i w Atlancie w stanie Georgia w Stanach Zjednoczonych, natomiast okres zdjęciowy trwał od 7 października do 20 listopada 2015 roku.

## Odbiór

### Box office
Z dniem 12 sierpnia 2017 roku film Obdarowani zarobił łącznie 24,8 mln dolarów w Stanach Zjednoczonych i Kanadzie, a 12,3 mln w pozostałych państwach; łącznie 37,1 mln, w stosunku do budżetu produkcyjnego 7 mln dolarów.

### Krytyka w mediach
W serwisie Rotten Tomatoes 73% recenzji jest pozytywne, a średnia ocen wynosi 6,4 na 10. Na portalu Metacritic średnia ocen wynosi 60 na 100.

### Nagrody i nominacje
| Rok  | Miejsce            | Nagroda     | Kategoria              | Odbiorcy i nominowani | Wynik     |
| ---- | ------------------ | ----------- | ---------------------- | --------------------- | --------- |
| 2017 | Teen Choice Awards | Teen Choice | Ulubiony dramat kinowy | Obdarowani            | Nominacja |
| 2017 | Teen Choice Awards | Teen Choice | Ulubiony aktor dramatu | Chris Evans           | Nominacja |